# Es-Semara
À ne pas confondre avec le nom d'un des camps de réfugiés sahraouis de la région de Tindouf, en Algérie
 (septembre 2019).
Si vous disposez d'ouvrages ou d'articles de référence ou si vous connaissez des sites web de qualité traitant du thème abordé ici, merci de compléter l'article en donnant les références utiles à sa vérifiabilité et en les liant à la section « Notes et références ».
Es-Semara, Semara ou Smara (en arabe : سمارة ou dérivé du mot Assamar en Berbère voulant dire l'Est (ou ville située à l'Est), « le résistant ») est une ville du Sahara occidental sous contrôle marocain. Elle comptait 40 347 habitants en 2004. Au dernier recensement de 2014, la population de la ville s'élevait à 57 035 habitants, tandis que l'ensemble de la province compte 66 014 habitants.
Depuis le nouveau découpage administratif, réduisant le nombre de régions de 16 à 12, la province d'Es-Semara est rattachée à la région de Laayoune-Sakia el Hamra, qui regroupe outre Es-Semara les provinces de Laayoune, Boujdour et Tarfaya.

## Histoire
La cité a été fondée en 1898 par Ma El Aïnin avec l'aide et sur ordre de Moulay Abdelaziz, jeune sultan du Maroc.

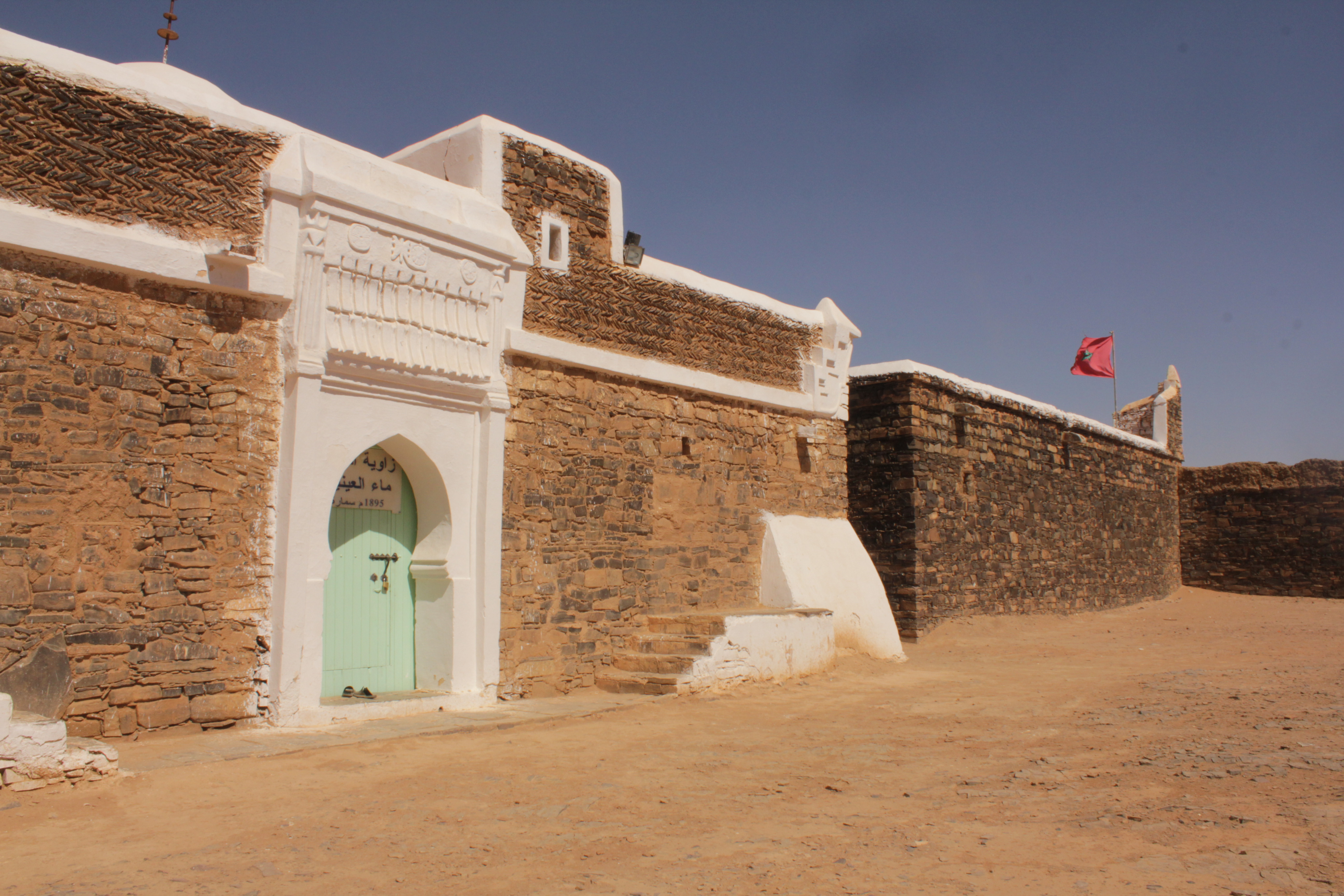
Zaouïa du Cheikh Maelainine.
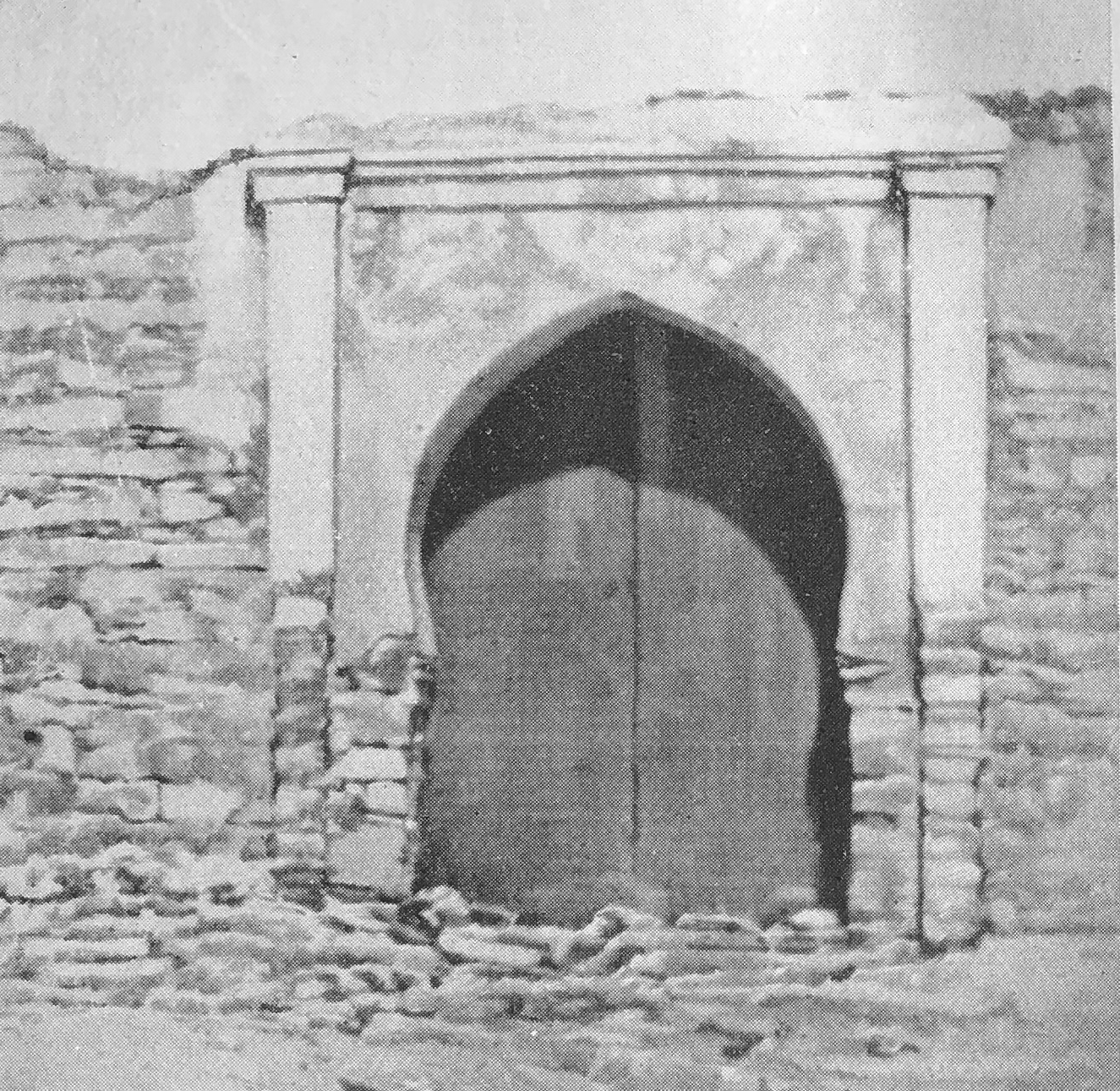
Porche de la Zaouia en 1930.

En 1913, la ville est prise par les troupes françaises. Elle est située sur le territoire qui fut renommé en 1946 Afrique occidentale espagnole puis Sahara espagnol le 12 janvier 1958 en rassemblant les territoires de Río de Oro et Seguia el-Hamra. En 1958, Smara est le théâtre de l'opération aéroportée Huracan menée conjointement par le premier escadron parachutiste espagnol et le 7e RPC français (opération Écouvillon), visant à déloger l'Armée de libération du Maroc du sud. La même année, l'Espagne cède la bande de Tarfaya au Maroc. La ville fut aussi touchée par la guerre du Sahara occidental opposant le Maroc au Front Polisario lorsque celui-ci attaque la ville d'Es-Semara déclenchant la bataille de Smara se terminant par une victoire du Maroc grâce à une force composée de 6 000 hommes en 1979. D'autres combats ont eu lieu à proximité en 1981 et 1983.
Dans la nuit du 28 au 29 octobre 2023, la ville est bombardée par le Front Polisario. Quatre déflagrations ont lieu à la suite du tir de trois missiles Grad ayant touché des quartiers résidentiels et un site d'observation de la MINURSO,. Hamza Jeaifri, né en 1994 à Sidi Yahya El Gharb et installé « depuis de nombreuses années » à Tarbes (France), est tué tandis que trois autres personnes sont blessées, dont deux grièvement,.

## Dans la littérature
Smara est évoqué en 1929 par Joseph Kessel dans Vent de sable : « dans le Rio de Oro une ville dont on ne connaissait que le beau nom secret Smara ».
Smara est également le titre d'un livre écrit par Michel Vieuchange. Ces textes reprennent les carnets de voyage qu'il a tenus du 10 septembre au 16 novembre 1930, en accomplissant près de 1 400 km à pied de Tiznit à Smara.
Les carnets de route de Michel Vieuchange ont été publiés chez Plon en 1932, par Jean Vieuchange, son frère, sous le titre Smara, chez les dissidents du Sud marocain et du Rio de Oro, avec 53 gravures et une carte, et une préface de Paul Claudel. Ils ont été réédités en 1990 aux éditions Phébus sous le titre Smara : carnets de route d'un fou de désert, mais sans les photos originales de Michel Vieuchange ni la carte que son frère avait établie d'après ses relevés.

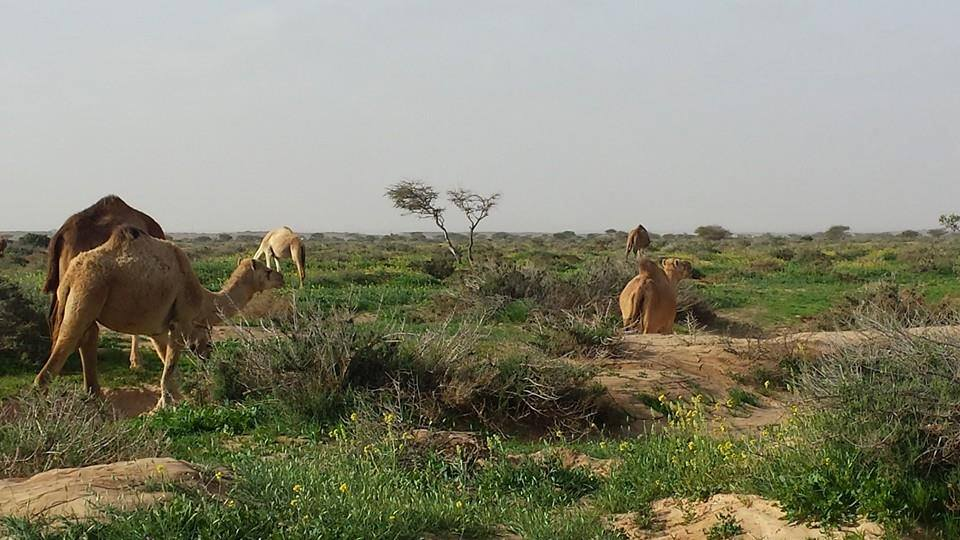
Vallée de la Saguia el Hamra.

La ville de Smara est également évoquée par J.M.G. Le Clézio dans son roman Désert, paru en 1980. Le personnage de Nour, jeune Touareg, décrit ainsi, en 1910, les alentours de la ville, à la veille des dernières insurrections contre l'armée française menées par Ma El Aïnin : « Chaque jour, autour du rempart de boue de Smara, le jeune garçon voyait les nouveaux campements. Les tentes de laine brune ajoutaient de nouveaux cercles autour des murs de la ville. […] Nour regardait les voyageurs qui arrivaient dans des nuages de poussière. Jamais il n'avait vu tant d'hommes. ». J. M. G. Le Clézio l'évoque également dans Gens des nuages (1997), récit du voyage commun avec sa compagne vers ses origines dans la vallée de Seguia el-Hamra.

## Climat
Les hivers sont chauds le jour avec des 23-34 °C et doux la nuit avec des 14-21 °C
Les étés sont chauds et très secs avec des maxima dépassant toujours les 30 °C et souvent les 40 °C, la température atteignant parfois les 50 °C. La température maximale était de 53 °C à quelques degrés de la température maximale enregistrée à Marrakech, la cinquième plus haute température dans l'histoire du climat. La température maximale moyenne du mois le plus chaud est de 40 °C et la minimale moyenne du mois le plus froid de 17 °C.

## Personnalités
- Ma El Aïnin (1831-1910), chef religieux mauritanien, fondateur de Smara.
- Brahim Ghali (1946), natif, secrétaire général du Front Polisario.